# 20
20 (XX) a fost un an bisect al calendarului iulian, care a început într-o zi de miercuri.

## Nașteri
- dată necunoscută: Plinius cel Bătrân  (d. 79)
- dată necunoscută: Marcu Evanghelistul  (d. 68)
- dată necunoscută: Messalina  (d. 48)

## Decese
- dată necunoscută: Iosif din Nazaret sfânt creștin, soț al Mariei și tată al lui Iisus (n. 30 î.Hr.)